# Grecia en los Juegos Olímpicos de Los Ángeles 1984
Grecia estuvo representada en los Juegos Olímpicos de Los Ángeles 1984 por un total de 63 deportistas que compitieron en 11 deportes.  
El portador de la bandera en la ceremonia de apertura fue el luchador Stelios Miyiakis.

## Medallistas
El equipo olímpico griego obtuvo las siguientes medallas:
| Nombre               | Deporte            | Competición |
| -------------------- | ------------------ | ----------- |
| Oro                  |                    |             |
| —                    |                    |             |
| Plata                |                    |             |
| Dimitrios Thanópulos | Lucha grecorromana | 82 kg M     |
| Bronce               |                    |             |
| Jarálambos Jolidis   | Lucha grecorromana | 57 kg M     |